# Namibe
Namibe (fins 1985 Moçâmedes) és un municipi de la província de Namibe, de la que n'és capital. Té una extensió de 8.916 km² i 282.056 habitants segons el cens de 2014. Comprèn les comunes de Forte Santa Rita, Saco Mar, Bentiaba i Lucira. Limita al nord amb el municipi de Baía Farta, a l'est amb els municipis de Camucuio, Bibala i Virei, al sud amb el municipi de Tômbua i a l'oest amb l'oceà Atlàntic. És el tercer municipi més poblat d'Angola després de Luanda i Lobito.

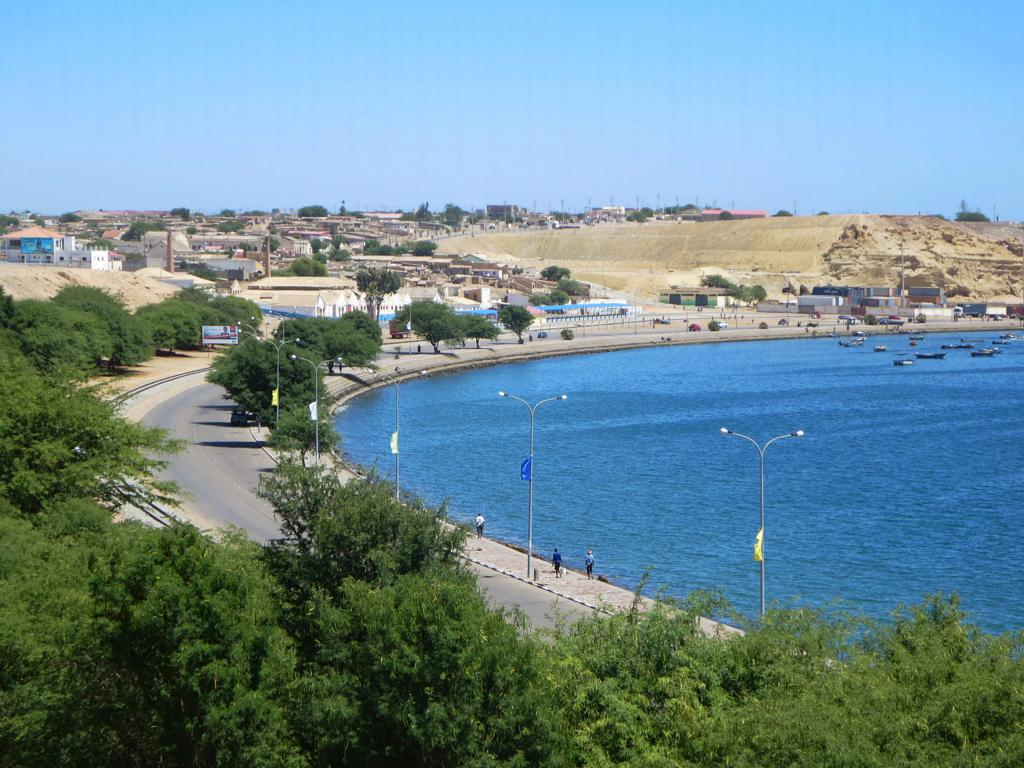
Platja de Namibe

Des de 2009 és seu del bisbat de Namibe, sufragani de l'arquebisbat de Lubango. És una terminal del Caminho de Ferro do Namibe, línia que era originalment del calibre 600 mm, però es va convertir en calibre 1.067 mm en la dècada de 1950. També hi ha l'aeroport de Namibe.

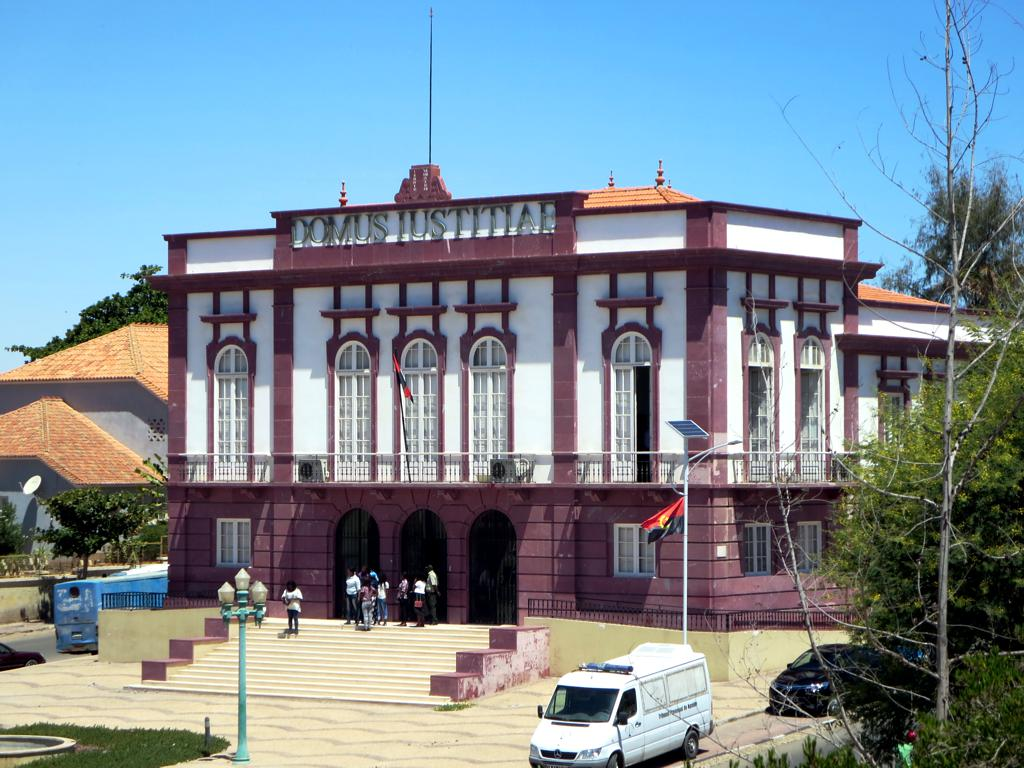
Palau de Justícia

## Història
Moçâmedes va ser fundada oficialment el 1840 per l'administració colonial portuguesa en una badia que els portuguesos anomenaren originalment Angra do Negro per ordre del primer ministre portuguès comte de Bonfim, qui també era el cap del Departament Colonial. L'àrea fou explorada per primer cop pels portuguesos en 1785 i reclamada per a Portugal per Luís Cândido Cordeiro Pinheiro Furtado, qui hi havia estat enviat en la fragata Loanda per l'aleshores governador-general d'Angola, baró Moçâmedes, qui també havia enviat una expedició terra endins encapçalada per Gregório José Mendes a reunir-se amb Furtado. Van ser ells els qui reanomenaren la badia Moçamedes en honor del baró. En 1839 el llavors governador general d'Angola, almirall Noronha, va enviar una nova expedició per sotmetre els caps locals i fer-los vassalls de Portugal. En 1840 s'hi va establir una factoria i al juliol del mateix any es va construir un fort a Ponta Negra. L'àrea va ser colonitzada principalment per colons portuguesos de Madeira i Brasil; en la dècada de 1850 el govern portuguès també va pagar la travessia i ajuda financera a un gran nombre de colons alemanys. La vila va créixer com a port pesquer i en la dècada de 1960 tenia 143 vaixells de pesca i diverses fàbriques de processament de peix. El port aviat fou classificar al costat d'altres ports pesquers importants, com ara Luanda, Benguela i Lobito. A 200 km de la ciutat de Namibe les autoritats portugueses va fundar el Parc Nacional d'Iona, el major i més antic parc nacional d'Angola, proclamat com a reserva en 1937 i actualitzat a parc nacional que cobria 15.150 km² el 1964. Durant el 1966-1967 es va construir a Saco una important terminal de mena de ferro, a només 12 km al nord de Moçamedes, per servir a la mina de ferro a l'interior de Cassinga. La construcció de les instal·lacions de la mina i un 300 de ferrocarril foren encarregats a l'alemanya Krupp d'Alemanya i la moderna terminal del port a SETH, una empresa portuguesa propietat de Højgaard & Schultz de Dinamarca. D'aquí a un any, les primeres 250.000 tones de mineral foren acoblades i carregades en 1967.

## Personatges
- João Teixeira Pinto (1876–1917), oficial colonial portuguès
- António Aniceto Monteiro (1907–1980), matemàtic portuguès
- Herlander Peyroteo (1929–2002), director de cinema
- Carlos Castro (1945–2011), periodista i escriptor, activista dels drets dels homosexuals
- Emanuel Fernandes (* 1967), atleta olímpic
- Carlos Rocha (* 1974), autor còmic